# Endothall
L'Endothall est une substance active de la classe des acides dicarboxyliques utilisée comme herbicide et régulateur de croissance.
C'est un herbicide sélectif de contact employé contre les plantes tant terrestres qu'aquatiques.
Il est utilisé comme herbicide aquatique contre les plantes aquatiques submergées et les algues dans les lacs, les étangs et les canaux d'irrigation.
Il est également utilisé comme défanant sur les pommes de terre, le houblon, le cotonnier, le trèfle et la luzerne et comme un biocide pour maîtriser les mollusques et les algues dans les tours de refroidissement.